# The-Palms-Nationalpark
The-Palms-Nationalpark (engl.: The Palms National Park) ist ein Nationalpark im Südosten des australischen Bundesstaates Queensland. Er liegt 95 Kilometer westnordwestlich von Brisbane und 30 Kilometer südlich von Nanango.
In der Nachbarschaft liegen die Nationalparks Tarong, Pidna und Mount Binga.

## Flora und Fauna
Der kleine Nationalpark ist bekannt für sein Quelltal voller Piccabeen-Palmen (Archontophoenix cunnighamiana) Feigenbäume Neuguinea-Araukarien und Queensland-Araukarien kann man dort auch häufig sehen. Die Piccabeen-Palmen sind von einem Ring aus subtropischem Regenwald und trockenem Monsunwald umgeben, der dann weiter oben in Eukalyptuswald übergeht.
Zahlreiche Vogelarten leben auch in diesem Park.

## Einrichtungen und Zufahrt
Das Zelten im Park ist nicht gestattet. Es gibt etliche Picknickplätze und einen Wanderweg, The Palms Circuit (650 m).
The-Palms-Nationalpark ist vom New England Highway (Ausfahrt Cooyar) zu erreichen. Von dort führt eine schmale, befestigte Straße 8 Kilometer nach Nordosten zum Park.